# Landkreis Hersfeld-Rotenburg
Landkreis Hersfeld-Rotenburg is een Landkreis in de Duitse deelstaat Hessen. Kreisstadt is de stad Bad Hersfeld. De Landkreis telt 120.304 inwoners (31 december 2020) op een oppervlakte van 1.097,75 km². Op 31 december 2020 had 10% van de inwoners een niet-Duits staatsburgerschap (12.035 niet-Duitsers) en hadden 70 inwoners het Nederlandse staatsburgerschap.

## Geschiedenis
Hersfeld-Rotenburg is op 1 augustus 1972 opgericht door het samenvoegen van:
- Het Landkreis Hersfeld, met de stad Bad Hersfeld en de gemeenten Friedewald, Hauneck, Heringen (Werra), Hohenroda, Kirchheim, Ludwigsau, Neuenstein, Niederaula, Philippsthal (Werra) en Schenklengsfeld
- Het Landkreis Rotenburg, met de steden Bebra en Rotenburg a. d. Fulda en de gemeenten Alheim, Cornberg, Nentershausen, Ronshausen en Wildeck
- De gemeente Haunetal uit het district Hünfeld
- De gemeente Breitenbach a. Herzberg uit het district Ziegenhain

## Steden en gemeenten
(Stand: 31 december 2020)
| Steden 1. Bad Hersfeld (30.039) 2. Bebra (13.855) 3. Heringen (Werra) (7.146) 4. Rotenburg a.d.Fulda (13.959) Marktgemeenten 1. Niederaula (5.344) 2. Philippsthal (Werra) (4.105) | Gemeenten 1. Alheim (4.882) 2. Breitenbach a. Herzberg (1.664) 3. Cornberg (1.348) 4. Friedewald (2.429) 5. Hauneck (3.199) 6. Haunetal (2.938) 7. Hohenroda (3.063) 8. Kirchheim (3.545) 9. Ludwigsau (5.507) 10. Nentershausen (2.547) 11. Neuenstein (3.129) 12. Ronshausen (2.328) 13. Schenklengsfeld (4.336) 14. Wildeck (4.941) |